# Lijst van personen overleden in 1941
Dit is een lijst van personen die zijn overleden in 1941.

## Januari

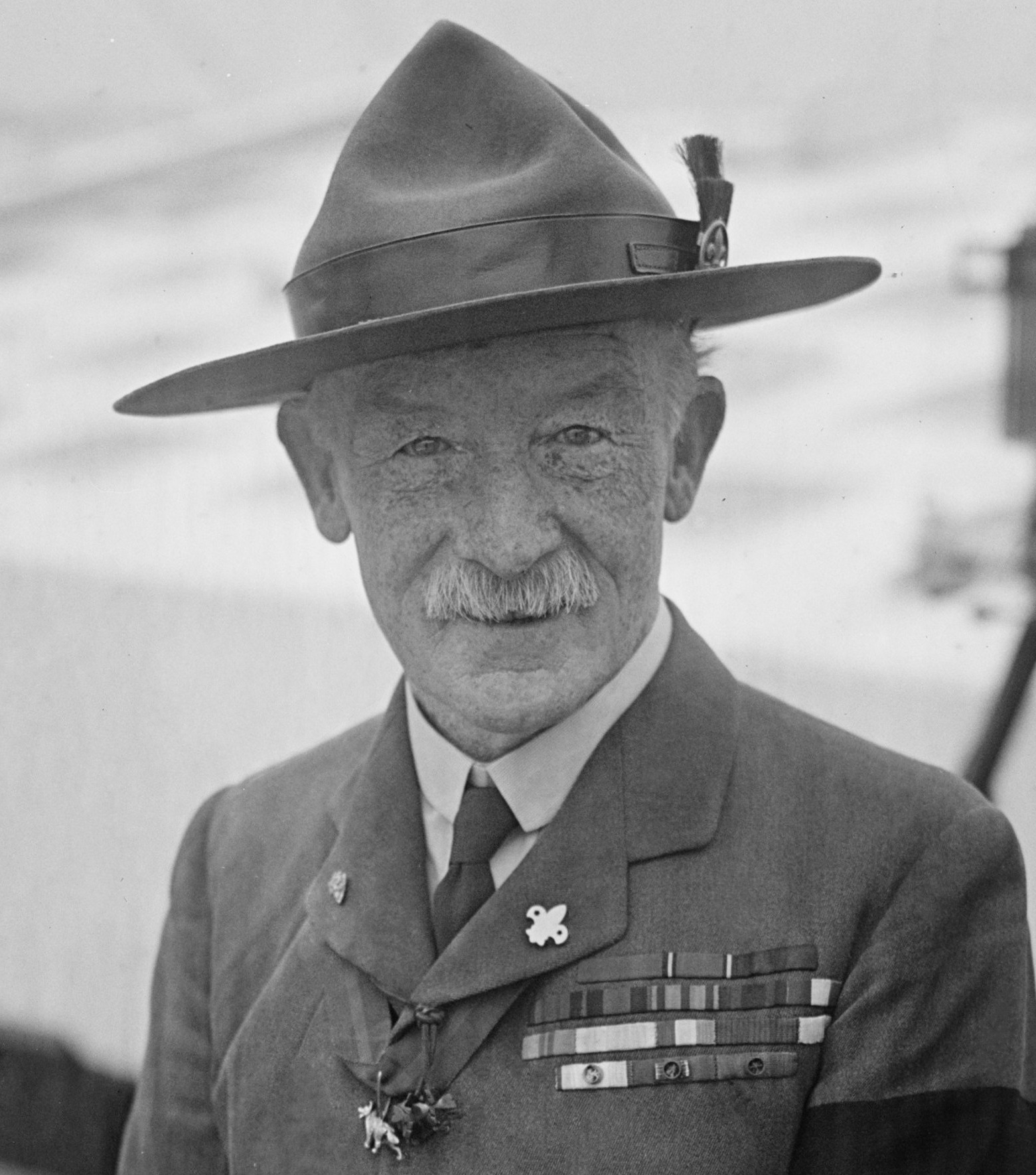
Robert Baden-Powell
8 januari

| 1 | 2 | 3 | 4 | 5 | 6 | 7 | 8 | 9 | 10 | 11 | 12 | 13 | 14 | 15 | 16 | 17 | 18 | 19 | 20 | 21 | 22 | 23 | 24 | 25 | 26 | 27 | 28 | 29 | 30 | 31 |
| - | - | - | - | - | - | - | - | - | -- | -- | -- | -- | -- | -- | -- | -- | -- | -- | -- | -- | -- | -- | -- | -- | -- | -- | -- | -- | -- | -- |

### 4 januari
- Henri Bergson (81), Frans filosoof

### 5 januari
- Amy Johnson (37), Engelands eerste vrouwelijke piloot

### 8 januari
- Robert Baden-Powell (83), Brits grondlegger van scouting

### 10 januari
- Frank Bridge (61), Engels componist

### 12 januari
- Edu Snethlage (54), Nederlands voetballer en medicus

### 13 januari
- James Joyce (58), Iers auteur

### 27 januari
- Helena Christina van de Pavord Smits (73), Nederlands botanisch illustrator

### 28 januari
- Sigrid Blomberg (77), Zweeds beeldhouwster

## Februari

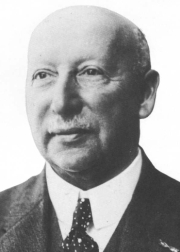
Samuel van den Bergh
4 februari

| 1 | 2 | 3 | 4 | 5 | 6 | 7 | 8 | 9 | 10 | 11 | 12 | 13 | 14 | 15 | 16 | 17 | 18 | 19 | 20 | 21 | 22 | 23 | 24 | 25 | 26 | 27 | 28 |
| - | - | - | - | - | - | - | - | - | -- | -- | -- | -- | -- | -- | -- | -- | -- | -- | -- | -- | -- | -- | -- | -- | -- | -- | -- |

### 4 februari
- Samuel van den Bergh (76), Nederlands ondernemer

### 6 februari
- Maximilien Luce (82), Frans kunstschilder

### 13 februari
- Blind Boy Fuller (33), Amerikaans bluesmuzikant

### 25 februari
- Alfons Loontjens (73), Belgisch ondernemer

### 27 februari
- Adriaan Hendrik Sirks (61), Nederlands militair en politiefunctionaris

## Maart

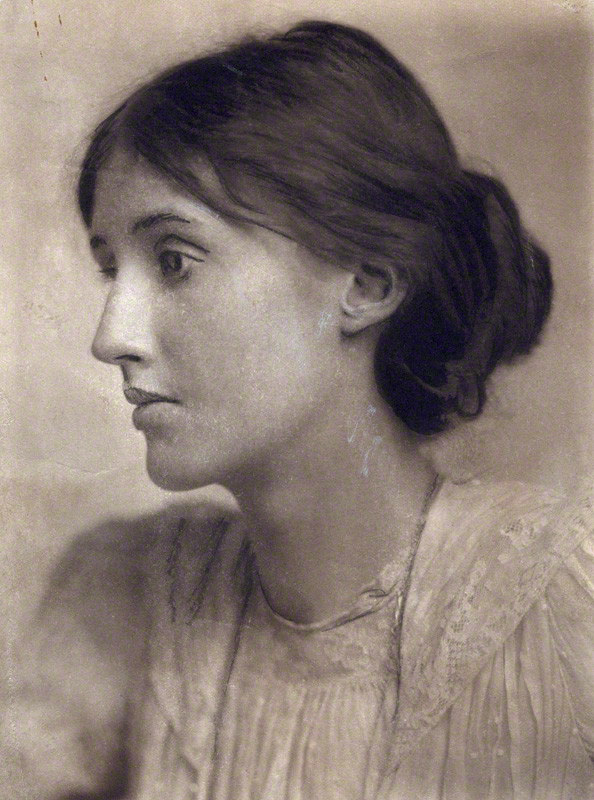
Virginia Woolf
28 maart

| 1 | 2 | 3 | 4 | 5 | 6 | 7 | 8 | 9 | 10 | 11 | 12 | 13 | 14 | 15 | 16 | 17 | 18 | 19 | 20 | 21 | 22 | 23 | 24 | 25 | 26 | 27 | 28 | 29 | 30 | 31 |
| - | - | - | - | - | - | - | - | - | -- | -- | -- | -- | -- | -- | -- | -- | -- | -- | -- | -- | -- | -- | -- | -- | -- | -- | -- | -- | -- | -- |

### 6 maart
- Bernard van Beek (66), Nederlands kunstschilder
- Gutzon Borglum (73), Amerikaans beeldhouwer

### 9 maart
- Casper Reardon (33), Amerikaans harpist

### 12 maart
- Herman Middendorp (52), Nederlands auteur

### 13 maart
- Bernardus IJzerdraat (49), Nederlands verzetsstrijder

### 15 maart
- Alexej von Jawlensky (76), Russisch kunstschilder

### 25 maart
- Jan Voerman sr. (84), Nederlands kunstschilder

### 28 maart
- Virginia Woolf (59), Brits schrijfster en feministe

## April
| 1 | 2 | 3 | 4 | 5 | 6 | 7 | 8 | 9 | 10 | 11 | 12 | 13 | 14 | 15 | 16 | 17 | 18 | 19 | 20 | 21 | 22 | 23 | 24 | 25 | 26 | 27 | 28 | 29 | 30 |
| - | - | - | - | - | - | - | - | - | -- | -- | -- | -- | -- | -- | -- | -- | -- | -- | -- | -- | -- | -- | -- | -- | -- | -- | -- | -- | -- |

### 3 april
- Arie Keppler (64), Nederlands volkshuisvester

### 5 april
- Banjo Paterson (77), Australisch dichter

### 13 april
- Annie Cannon (77), Amerikaans astronome

## Mei
| 1 | 2 | 3 | 4 | 5 | 6 | 7 | 8 | 9 | 10 | 11 | 12 | 13 | 14 | 15 | 16 | 17 | 18 | 19 | 20 | 21 | 22 | 23 | 24 | 25 | 26 | 27 | 28 | 29 | 30 | 31 |
| - | - | - | - | - | - | - | - | - | -- | -- | -- | -- | -- | -- | -- | -- | -- | -- | -- | -- | -- | -- | -- | -- | -- | -- | -- | -- | -- | -- |

### 1 mei
- Jan Rudolph Slotemaker de Bruïne (71), Nederlands hervormd predikant, theoloog en politicus

### 6 mei
- Franz Koenigs (59), Nederlands bankier en kunstverzamelaar

### 7 mei
- James Frazer (87), Schots antropoloog

### 9 mei
- Marcus Slingenberg (59), Nederlands politicus

### 15 mei
- Law Adam (32), Nederlands voetballer

### 18 mei
- Oskar Nielsen-Nørland (58), Deens voetballer

### 30 mei
- Johanna Naber (82), Nederlands feministe en schrijfster

## Juni

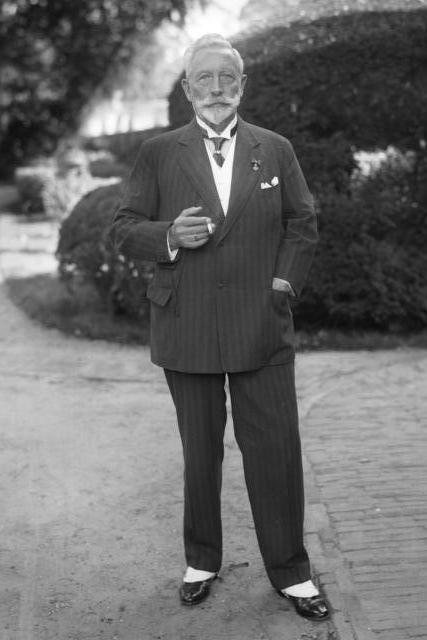
Wilhelm II van Duitsland
4 juni

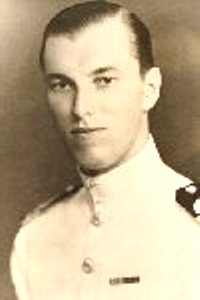
Lodo van Hamel
16 juni

| 1 | 2 | 3 | 4 | 5 | 6 | 7 | 8 | 9 | 10 | 11 | 12 | 13 | 14 | 15 | 16 | 17 | 18 | 19 | 20 | 21 | 22 | 23 | 24 | 25 | 26 | 27 | 28 | 29 | 30 |
| - | - | - | - | - | - | - | - | - | -- | -- | -- | -- | -- | -- | -- | -- | -- | -- | -- | -- | -- | -- | -- | -- | -- | -- | -- | -- | -- |

### 1 juni
- Hugh Walpole (57), Brits roman- en scenarioschrijver

### 4 juni
- Wilhelm II (82), keizer van Duitsland (1888-1918)

### 8 juni
- Jan de Boer (82), Nederlands gymnast

### 16 juni
- Lodo van Hamel (26), Nederlands marineofficier en verzetsstrijder

## Juli
| 1 | 2 | 3 | 4 | 5 | 6 | 7 | 8 | 9 | 10 | 11 | 12 | 13 | 14 | 15 | 16 | 17 | 18 | 19 | 20 | 21 | 22 | 23 | 24 | 25 | 26 | 27 | 28 | 29 | 30 | 31 |
| - | - | - | - | - | - | - | - | - | -- | -- | -- | -- | -- | -- | -- | -- | -- | -- | -- | -- | -- | -- | -- | -- | -- | -- | -- | -- | -- | -- |

### 2 juli
- Hilmar Wäckerle (41), Duits commandant van concentratiekamp Dachau

### 9 juli
- Carl Friedrich von Siemens (68), Duits industrieel en politicus

### 10 juli
- Jelly Roll Morton (56?), Amerikaans jazzpianist en componist

### 26 juli
- Josephine Siebe (71), Duits schrijfster

## Augustus

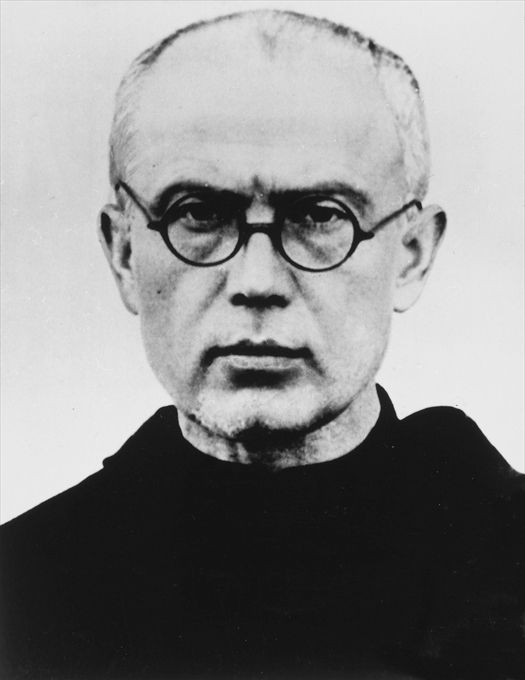
Maximiliaan Kolbe
14 augustus

| 1 | 2 | 3 | 4 | 5 | 6 | 7 | 8 | 9 | 10 | 11 | 12 | 13 | 14 | 15 | 16 | 17 | 18 | 19 | 20 | 21 | 22 | 23 | 24 | 25 | 26 | 27 | 28 | 29 | 30 | 31 |
| - | - | - | - | - | - | - | - | - | -- | -- | -- | -- | -- | -- | -- | -- | -- | -- | -- | -- | -- | -- | -- | -- | -- | -- | -- | -- | -- | -- |

### 11 augustus
- Herbert Adamski (31), Duits roeier

### 14 augustus
- Maximiliaan Kolbe (47), Pools Franciscaans Conventueel, katholiek priester en martelaar
- Paul Sabatier (86), Frans scheikundige en Nobelprijswinnaar

### 17 augustus
- Ludwig Stubbendorf (35), Duits ruiter

### 30 augustus
- Peder Oluf Pedersen (67), Deens ingenieur en natuurkundige

### 31 augustus
- Marina Tsvetajeva (48), Russisch schrijfster

## September
| 1 | 2 | 3 | 4 | 5 | 6 | 7 | 8 | 9 | 10 | 11 | 12 | 13 | 14 | 15 | 16 | 17 | 18 | 19 | 20 | 21 | 22 | 23 | 24 | 25 | 26 | 27 | 28 | 29 | 30 |
| - | - | - | - | - | - | - | - | - | -- | -- | -- | -- | -- | -- | -- | -- | -- | -- | -- | -- | -- | -- | -- | -- | -- | -- | -- | -- | -- |

### 10 september
- George Hilsdon (56), Engels voetballer

### 12 september
- Hans Spemann (72), Duits embryoloog en Nobelprijswinnaar

### 26 september
- Ugo Agostoni (48), Italiaans wielrenner
- William Le Roy Emmet (82), Amerikaans elektrotechnicus

### 29 september
- Felipe Agoncillo (82), Filipijns diplomaat en politicus

## Oktober
| 1 | 2 | 3 | 4 | 5 | 6 | 7 | 8 | 9 | 10 | 11 | 12 | 13 | 14 | 15 | 16 | 17 | 18 | 19 | 20 | 21 | 22 | 23 | 24 | 25 | 26 | 27 | 28 | 29 | 30 | 31 |
| - | - | - | - | - | - | - | - | - | -- | -- | -- | -- | -- | -- | -- | -- | -- | -- | -- | -- | -- | -- | -- | -- | -- | -- | -- | -- | -- | -- |

### 3 oktober
- Wilhelm Kienzl (84), Oostenrijks musicus

### 25 oktober
- Robert Delaunay (56), Frans kunstschilder

## November

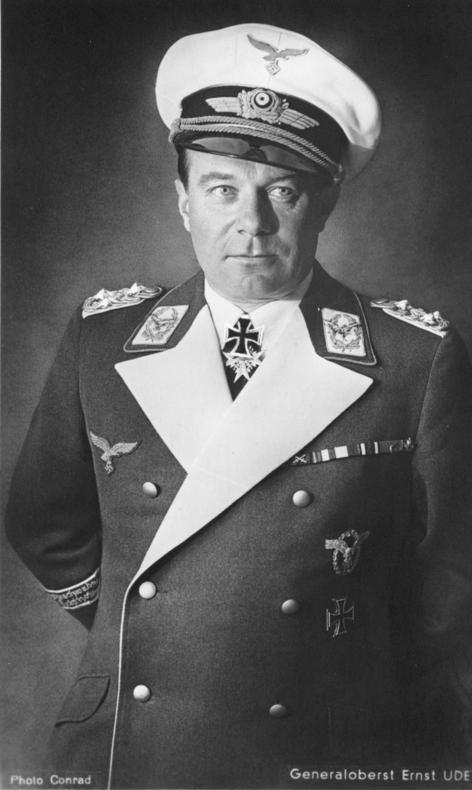
Ernst Udet
17 november

| 1 | 2 | 3 | 4 | 5 | 6 | 7 | 8 | 9 | 10 | 11 | 12 | 13 | 14 | 15 | 16 | 17 | 18 | 19 | 20 | 21 | 22 | 23 | 24 | 25 | 26 | 27 | 28 | 29 | 30 |
| - | - | - | - | - | - | - | - | - | -- | -- | -- | -- | -- | -- | -- | -- | -- | -- | -- | -- | -- | -- | -- | -- | -- | -- | -- | -- | -- |

### 1 november
- Hugo Strauß (34), Duits roeier

### 7 november
- Irène van der Bracht (50), eerste vrouwelijke hoogleraar van België.

### 5 november
- Arndt Pekurinen (36), Fins pacifist

### 12 november
- Leo Graetz (85), Duits natuurkundige

### 16 november
- Eduard Ellman-Eelma (39), Estisch voetballer

### 17 november
- Ernst Udet (45), Duits generaal en oorlogsvlieger

### 18 november
- Walther Nernst (77), Duits natuur- en scheikundige

### 22 november
- Kurt Koffka (55), Duits psycholoog

## December

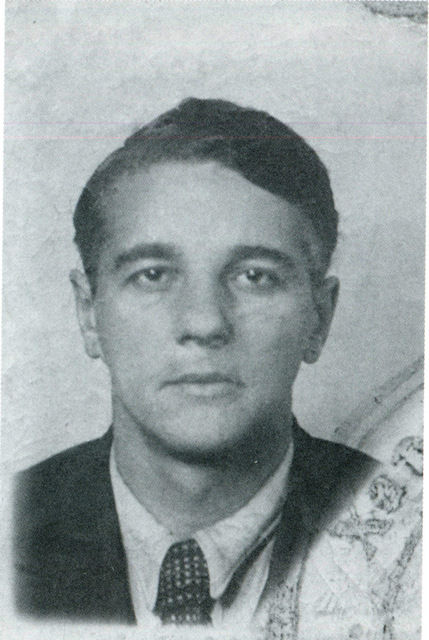
Aleksandr Vvedenski
20 december

| 1 | 2 | 3 | 4 | 5 | 6 | 7 | 8 | 9 | 10 | 11 | 12 | 13 | 14 | 15 | 16 | 17 | 18 | 19 | 20 | 21 | 22 | 23 | 24 | 25 | 26 | 27 | 28 | 29 | 30 | 31 |
| - | - | - | - | - | - | - | - | - | -- | -- | -- | -- | -- | -- | -- | -- | -- | -- | -- | -- | -- | -- | -- | -- | -- | -- | -- | -- | -- | -- |

### 3 december
- Christian Sinding (85), Noors componist

### 10 december
- Colin Kelly (26), Amerikaans militair piloot

### 11 december
- Frank Conrad (67), Amerikaans elektrotechnicus, uitvinder en radio-pionier

### 12 december
- Cesar Basa (26), Filipijns gevechtspiloot

### 15 december
- Leon Sperling (41), Pools voetballer

### 18 december
- Heinrich Paal (46), Estisch voetballer

### 20 december
- Aleksandr Vvedenski (37), Russisch schrijver en dichter

### 25 december
- John Lander (34), Brits roeier

1900 ·
1901 ·
1902 ·
1903 ·
1904 ·
1905 ·
1906 ·
1907 ·
1908 ·
1909 ·
1910 ·
1911 ·
1912 ·
1913 ·
1914 ·
1915 ·
1916 ·
1917 ·
1918 ·
1919 ·
1920 ·
1921 ·
1922 ·
1923 ·
1924 ·
1925 ·
1926 ·
1927 ·
1928 ·
1929 ·
1930 ·
1931 ·
1932 ·
1933 ·
1934 ·
1935 ·
1936 ·
1937 ·
1938 ·
1939 ·
1940 ·
1941 ·
1942 ·
1943 ·
1944 ·
1945 ·
1946 ·
1947 ·
1948 ·
1949 ·
1950 ·
1951 ·
1952 ·
1953 ·
1954 ·
1955 ·
1956 ·
1957 ·
1958 ·
1959 ·
1960 ·
1961 ·
1962 ·
1963 ·
1964 ·
1965 ·
1966 ·
1967 ·
1968 ·
1969 ·
1970 ·
1971 ·
1972 ·
1973 ·
1974 ·
1975 ·
1976 ·
1977 ·
1978 ·
1979 ·
1980 ·
1981 ·
1982 ·
1983 ·
1984 ·
1985 ·
1986 ·
1987 ·
1988 ·
1989 ·
1990 ·
1991 ·
1992 ·
1993 ·
1994 ·
1995 ·
1996 ·
1997 ·
1998 ·
1999 ·
2000 ·
2001 ·
2002 ·
2003 ·
2004 ·
2005 ·
2006 ·
2007 ·
2008 ·
2009 ·
2010 ·
2011 ·
2012 ·
2013 ·
2014 ·
2015 ·
2016 ·
2017 ·
2018 ·
2019 ·
2020 ·
2021 ·
2022 ·
2023 ·
2024 ·
2025